# Linia kolejowa Pisz – Kolno
Linia kolejowa Pisz – Kolno – zlikwidowana w latach 1944-1945 normalnotorowa linia kolejowa łącząca stację Pisz ze stacją Kolno.

## Historia
Linia została otwarta 1 września 1908 roku na odcinku Pisz - Dłutowo. W 1915 przedłużono ją do Kolna, jednak już w 1923 odcinek ten (Dłutowo - Kolno) został rozebrany. W jego miejsce w 1941 roku otworzono linię towarową o rozstawie szyn 600 mm. Odcinek Dłutowo - Kolno rozebrano w 1944 roku, a Pisz - Dłutowo w 1945.